# Carlos Escobedo

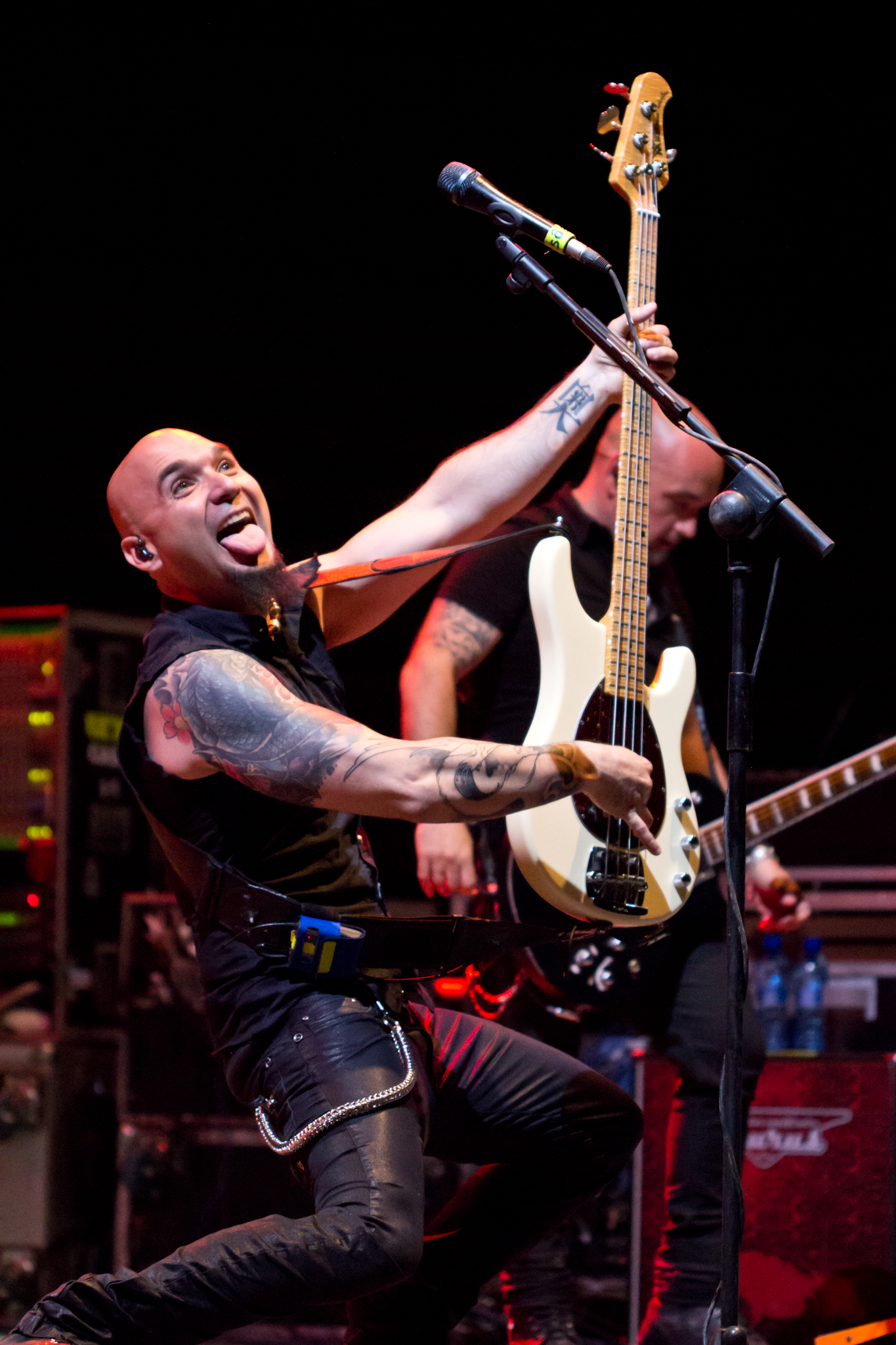
Carlos Escobedo in Parla, 2013

Juan Carlos Escobedo (* 23. Februar 1975) ist ein spanischer Rockmusiker und Gründer der Bands Sôber und Savia. Mit der ersteren Band konnte er viele Erfolge in Spanien feiern.

## Leben
Escobedo wuchs als Kind in einer Familie auf, die von der Musik geprägt war. Als Kind lernte er Gitarre zu spielen. Mit 14 hatte er seinen ersten Auftritt auf der Bühne, zusammen mit seinen Brüdern David und Felipe, sowie deren Freund Ruiz. Die Gruppe nannte sich Jesus Remains und spielte Death Metal. Die Band löste sich nach Unruhen im Jahr 1991 auf. Zwei Jahre später gründete er mit seinem anderen Bruder Jorge, die Band Sôber. Bis 2004 feierte die Band viele nationale Erfolge, ehe sich die Wege trennten. Carlos gründete 2005 die Band Savia, sein Bruder die Band Skizoo im selben Jahr.

## Karriere
Als Kind lernte Escobedo Gitarre zu spielen. Mit 14 Jahren spielte er in der Death-Metal-Band Jesus Remains, die sich 1991 nach Unruhen innerhalb der Band auflöste. Zwei Jahre später gründete er zusammen mit seinem Bruder Jorge die Band Sôber, die sich 2004 trennte. Mit Sôber veröffentlichte er insgesamt 5 Alben und 8 Singles. Mit Savia, die er 2005 gegründet hatte, veröffentlichte er bisher 3 Alben. Der Musikstil mit Savia ähnelt dem von Sôber. In dem Musikvideo zum Song Paradysso aus dem gleichnamigen Album sieht man, dass Escobedo auch in der Lage ist, Violine zu spielen.

## Einflüsse
Der Musikstil Escobedos ist beeinflusst von Bands aus dem Rock- und Metal-Bereich, wie Black Sabbath, Deep Purple, Ozzy Osbourne, Nickelback und Incubus.

## Veröffentlichungen

### Mit Sôber (1993–2004)

#### Singles
- Condenado (1998)
- La Prisión del Placer (zwischen 1997/1998)
- Oxígeno (zwischen 1998 und 2000)
- Versus (2001)
- Si Me Marcho (2001)
- Diez Años (2002)
- Backstage (2002)
- La Nube (2004)

#### Alben
- Torcidos (1997), unter Bandnamen SOBERSTONED veröffentlicht
- Morfología (1998)
- Synthesis (2001)
- Paradÿsso (2002)
- Reddo (2004)

### Mit Savia (seit 2005)

#### Alben
- Insensible (2005)
- Savia (2006)
- Fragile (2008)